# Henry Siedentopf
Henry Friedrich Wilhelm Siedentopf (* 22. September 1872 in Bremen; † 8. Mai 1940 in Jena) war ein deutscher Physiker und ein Pionier der Mikroskopie.

## Leben
Siedentopf war von 1899 bis 1938 bei der Firma Carl Zeiss in Jena tätig. Dort war er 1907 Leiter der Mikroskopieabteilung. Von 1919 bis 1940 war er außerordentlicher Professor für Physik am Institut für Mikroskopie und Angewandte Optik an der Universität Jena. 
Er  konstruierte 1902/03 zusammen mit Richard Zsigmondy das Ultramikroskop (optische Dunkelfeldmethode). Das Ultramikroskop eignete sich zur Bestimmung kleiner Teilchen und wurde zum
wichtigsten Instrument der Kolloidforschung in der Kolloidchemie. Der Chemiker Zsigmondy wurde „für die Aufklärung der heterogenen Natur kolloidaler Lösungen sowie für die dabei angewandten Methoden, die grundlegend für die moderne Kolloidchemie sind“, 1925 mit dem Nobelpreis für Chemie ausgezeichnet.
Außerdem lieferte er Arbeiten zur Entwicklung der Mikrofotografie und von Zeitlupen- und Zeitrafferverfahren in der Mikrokinematographie. 1908 erfand er zusammen mit August Köhler (1866–1948) das Fluoreszenzmikroskop. Im Jahr 1930 wurde er zum Mitglied der Leopoldina gewählt.

## Ehrungen
- In Jena am Abbeanum und an seinem früheren Wohnhaus August-Bebel-Str. 7 wurden im Jahr 2006 Gedenktafeln für Siedentopf enthüllt.